# Calmar (Iowa)
Calmar és una població dels Estats Units a l'estat d'Iowa. Segons el cens del 2000 tenia 1.058 habitants.

## Demografia
Segons el cens del 2000, Calmar tenia 1.058 habitants, 452 habitatges, i 269 famílies. La densitat de població era de 389 habitants per km².
Dels 452 habitatges en un 27,2% hi vivien nens de menys de 18 anys, en un 49,8% hi vivien parelles casades, en un 7,1% dones solteres, i en un 40,3% no eren unitats familiars. En el 30,3% dels habitatges hi vivien persones soles el 14,6% de les quals corresponia a persones de 65 anys o més que vivien soles. El nombre mitjà de persones vivint en cada habitatge era de 2,33 i el nombre mitjà de persones que vivien en cada família era de 2,97.
Per edats la població es repartia de la següent manera: un 23,3% tenia menys de 18 anys, un 14,7% entre 18 i 24, un 26,6% entre 25 i 44, un 18,6% de 45 a 60 i un 16,8% 65 anys o més.
L'edat mediana era de 36 anys. Per cada 100 dones de 18 o més anys hi havia 104,8 homes.
La renda mediana per habitatge era de 36.250 $ i la renda mediana per família de 50.063 $. Els homes tenien una renda mediana de 29.875 $ mentre que les dones 21.708 $. La renda per capita de la població era de 17.958 $. Entorn del 3,4% de les famílies i el 9,6% de la població estaven per davall del llindar de pobresa.

## Poblacions més properes
El següent diagrama mostra les poblacions més properes.